# Acropora suharsonoi
Acropora suharsonoi е вид корал от семейство Acroporidae. Видът е застрашен от изчезване.

## Разпространение
Разпространен е в Индонезия.

## Описание
Популацията на вида е намаляваща.